# Lasioglossum lectum
Lasioglossum lectum är en biart som först beskrevs av Mitchell 1960.  Lasioglossum lectum ingår i släktet smalbin, och familjen vägbin. Inga underarter finns listade.